# Landtagswahl in Sachsen-Anhalt 2021
- Linke: 12
- SPD: 9
- Grüne: 6
- FDP: 7
- CDU: 40
- AfD: 23

- Regierung: 56
- Opposition: 41

Die Wahl zum achten Landtag von Sachsen-Anhalt fand am 6. Juni 2021 statt.
Die CDU um Ministerpräsident Reiner Haseloff wurde mit deutlichen Stimmenzuwächsen Wahlsieger und erzielte ihr bestes Ergebnis seit 2002. Der Abstand zur zweitplatzierten AfD wuchs im Vergleich zur Wahl 2016 deutlich von gut 5 auf über 16 Prozentpunkte. Die AfD verlor erstmals in einem ostdeutschen Bundesland bei einer Landtagswahl an Stimmen, wurde aber erneut zweitstärkste Partei.
Deutlichster Verlierer der Wahl war Die Linke, die einen Drittel ihres Stimmenanteils verlor und ihr bislang schlechtestes Resultat in Sachsen-Anhalt hinnehmen musste. Ebenfalls verloren hat die SPD, die 2,2 Prozentpunkte einbüßte und ebenfalls ihr bisher schlechtestes Ergebnis einholte. Die FDP schaffte nach zehn Jahren den Wiedereinzug in den Landtag, die Grünen konnten sich leicht verbessern, blieben aber die kleinste Fraktion.

## Organisation

### Wahltermin
Nach Artikel 43 der Landesverfassung findet die Landtagswahl frühestens im 58. und spätestens im 62. Monat nach Beginn der Wahlperiode statt. Die Wahlperiode des am 13. März 2016 gewählten Landtags begann mit seiner ersten Sitzung am 12. April 2016.
Im November 2019 legte der Landtag mit den Stimmen der Regierungsfraktionen von CDU, SPD und Grünen den 6. Juni 2021 als Wahltermin fest, der letzte Sonntag innerhalb der verfassungsmäßigen Frist. Begründet wurde der späte Termin mit dem Wetter. Neben den Oppositionsfraktionen kritisierte auch der Bund der Steuerzahler den Termin, weil dieser zu Vorteilen von Abgeordneten bei den Altersbezügen führe.

### Wahlrecht
Die Zahl der Landtagswahlkreise in Sachsen-Anhalt wurde von 43 auf 41 verringert, die Mindestzahl der Abgeordneten sinkt dadurch von 87 auf 83. Der Landtag kann sich aber durch Überhang- und Ausgleichsmandate vergrößern.
Jeder Wähler hat zwei Stimmen: Mit der Erststimme wird in jedem Wahlkreis ein Abgeordneter gewählt. Mit der für die Sitzzuteilung im Landtag maßgeblichen Zweitstimme wird die Landesliste einer Partei gewählt.
Die Sitze werden nach dem Hare/Niemeyer-Verfahren berechnet.

## Ausgangslage

### Vorherige Wahl 2016
Die Wahl 2016 stand im Zeichen der erstmals antretenden Partei AfD, die auf Anhieb 24,3 Prozent der Stimmen erreichte und zweitstärkste Kraft wurde. Die CDU wurde nach leichten Verlusten stärkste Partei mit knapp 30 Prozent. Deutliche Verlierer waren die Linke und die SPD, die nur noch auf 16,3 bzw. 10,6 Prozent kamen. Die Grünen erreichten mit 5,2 Prozent erneut den Einzug ins Parlament, die FDP verpasste ihn mit 4,9 Prozent knapp.
Nach der Wahl bildeten CDU, SPD und Grüne die deutschlandweit erste „Kenia-Koalition“. Reiner Haseloff (CDU) wurde erneut zum Ministerpräsidenten und Chef der Landesregierung gewählt. Im Parlament hat die Regierung mit 46 der 87 Sitze eine knappe Mehrheit.

### Bisher im Landtag vertretene Parteien
| Fraktion/Landesverband | Fraktion/Landesverband | Fraktion/Landesverband                                         | Ausrichtung                                | 2016        | 2016  | seit 2019 | seit 2019 |
| Fraktion/Landesverband | Fraktion/Landesverband | Fraktion/Landesverband                                         | Ausrichtung                                | Stimmen (%) | Sitze | Sitze     |           |
| ---------------------- | ---------------------- | -------------------------------------------------------------- | ------------------------------------------ | ----------- | ----- | --------- | --------- |
|                        | CDU                    | CDU Sachsen-Anhalt Christlich Demokratische Union Deutschlands | Christdemokratie Konservatismus            | 29,8 %      | 30/87 | 30/87     |           |
|                        | AfD                    | AfD Sachsen-Anhalt Alternative für Deutschland                 | Rechtspopulismus Nationalismus             | 24,3 %      | 25/87 | 21/87     |           |
|                        | Linke                  | Die Linke Sachsen-Anhalt Die Linke                             | Linkspopulismus Demokratischer Sozialismus | 16,3 %      | 16/87 | 16/87     |           |
|                        | SPD                    | SPD Sachsen-Anhalt Sozialdemokratische Partei Deutschlands     | Sozialdemokratie                           | 10,6 %      | 11/87 | 11/87     |           |
|                        | Grüne                  | Bündnis 90/Die Grünen Sachsen-Anhalt Bündnis 90/Die Grünen     | Grüne Politik                              | 5,2 %       | 5/87  | 5/87      |           |
|                        | FW                     | Freie Wähler                                                   | Wertkonservatismus Regionalismus           | 2,2 %       | 0/87  | 1/87      |           |
|                        | parteilos              | Parteilose Unabhängige                                         | -                                          | -           | 0/87  | 3/87      |           |

## Parteien und Bewerber

### Rechtliches
Parteien konnten bis zum 19. April 2021 Wahlvorschläge einreichen. Parteien, die nicht im Landtag oder mit einem in Sachsen-Anhalt gewählten Abgeordneten im Deutschen Bundestag vertreten sind, müssen Unterstützungsunterschriften beibringen. Wegen der COVID-19-Pandemie wurde deren Mindestzahl deutlich gesenkt – bei Landeswahlvorschlägen von 1000 auf 300 und bei Kreiswahlvorschlägen von 100 auf 30.
Vereinigungen, die nicht durch einen eigenen Wahlvorschlag im Landtag vertreten sind oder die sich nicht mit einer Landesliste in Sachsen-Anhalt an der Bundestagswahl 2017 beteiligt haben, mussten bis 6. April 2020 ihre Beteiligung anzeigen; der Landeswahlausschuss entschied über deren Parteieigenschaft.

### Spitzenkandidaten
Die laut Umfragen sechs größten Parteien treten mit folgenden Spitzenkandidaten an:

Spitzenkandidaten
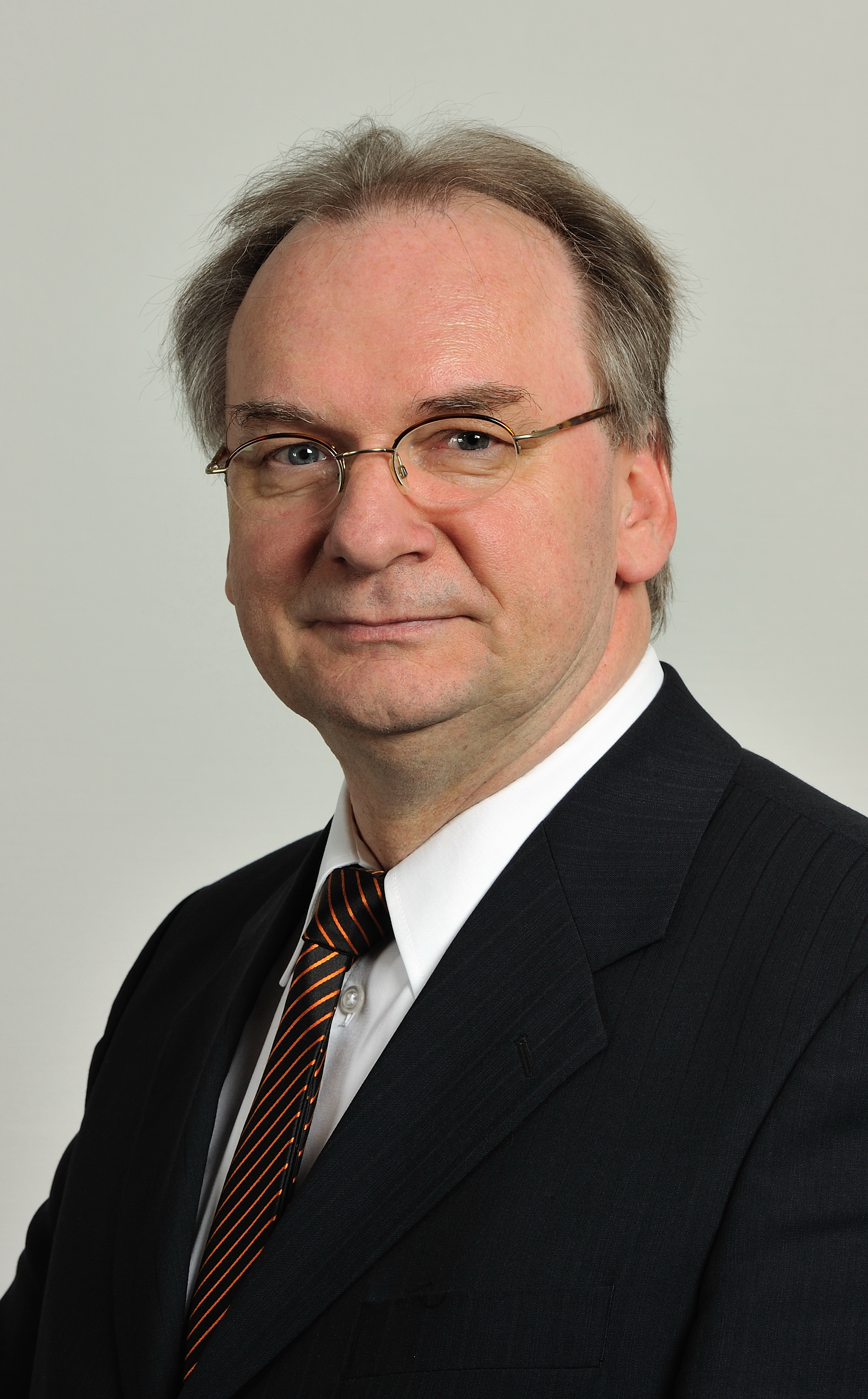
Reiner Haseloff (CDU)
Oliver Kirchner (AfD)
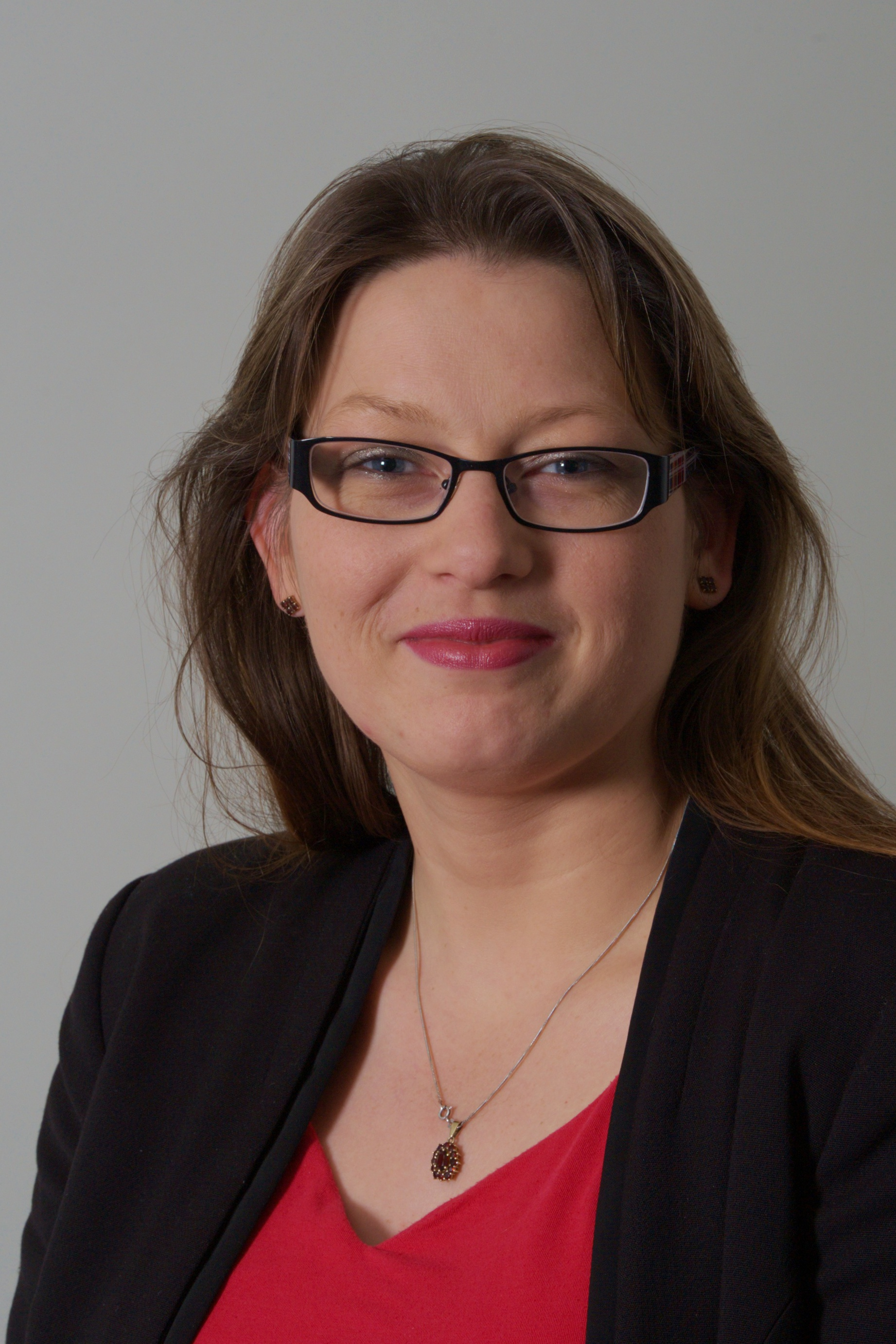
Katja Pähle (SPD)
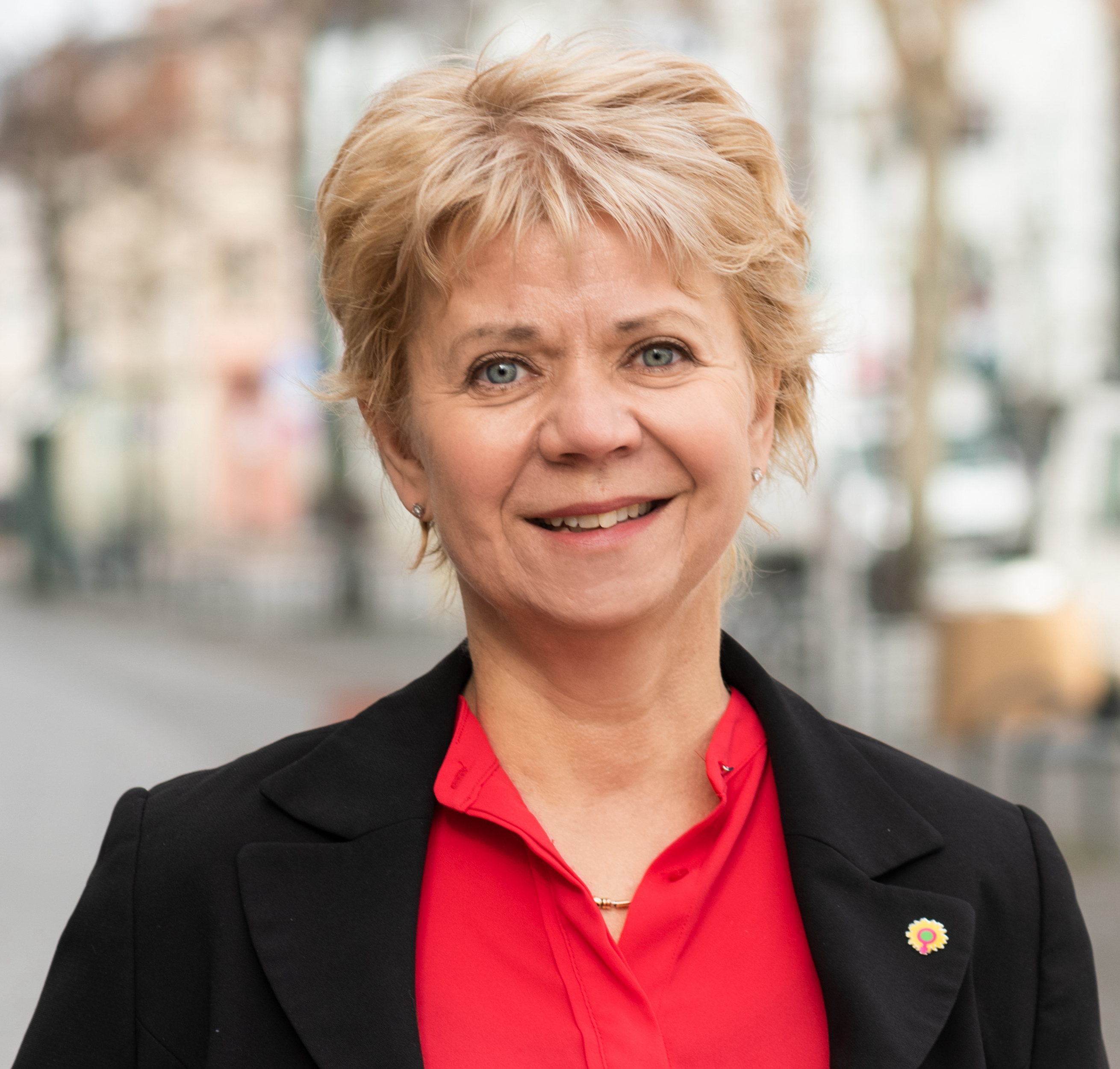
Cornelia Lüddemann (Grüne)
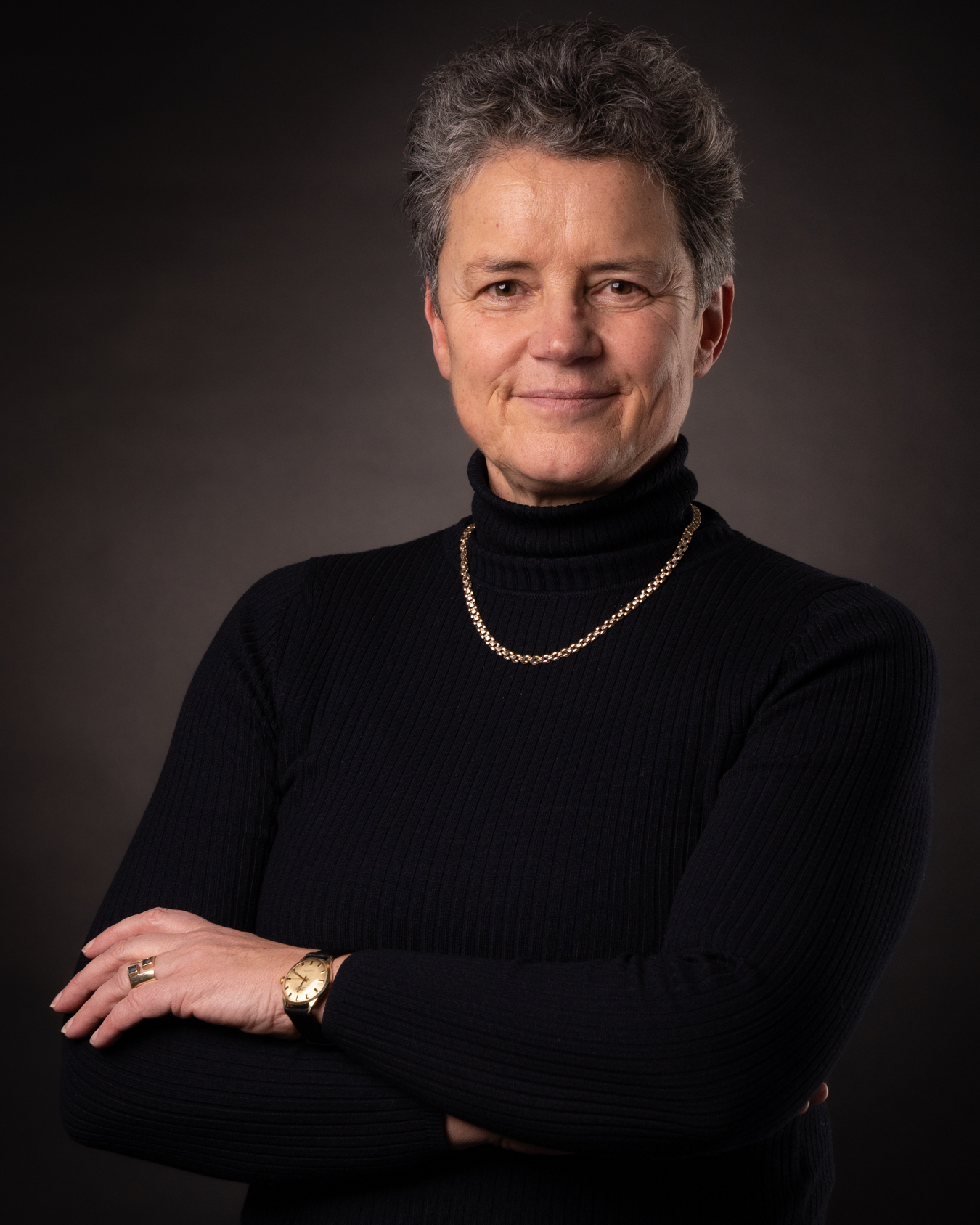
Lydia Hüskens (FDP)
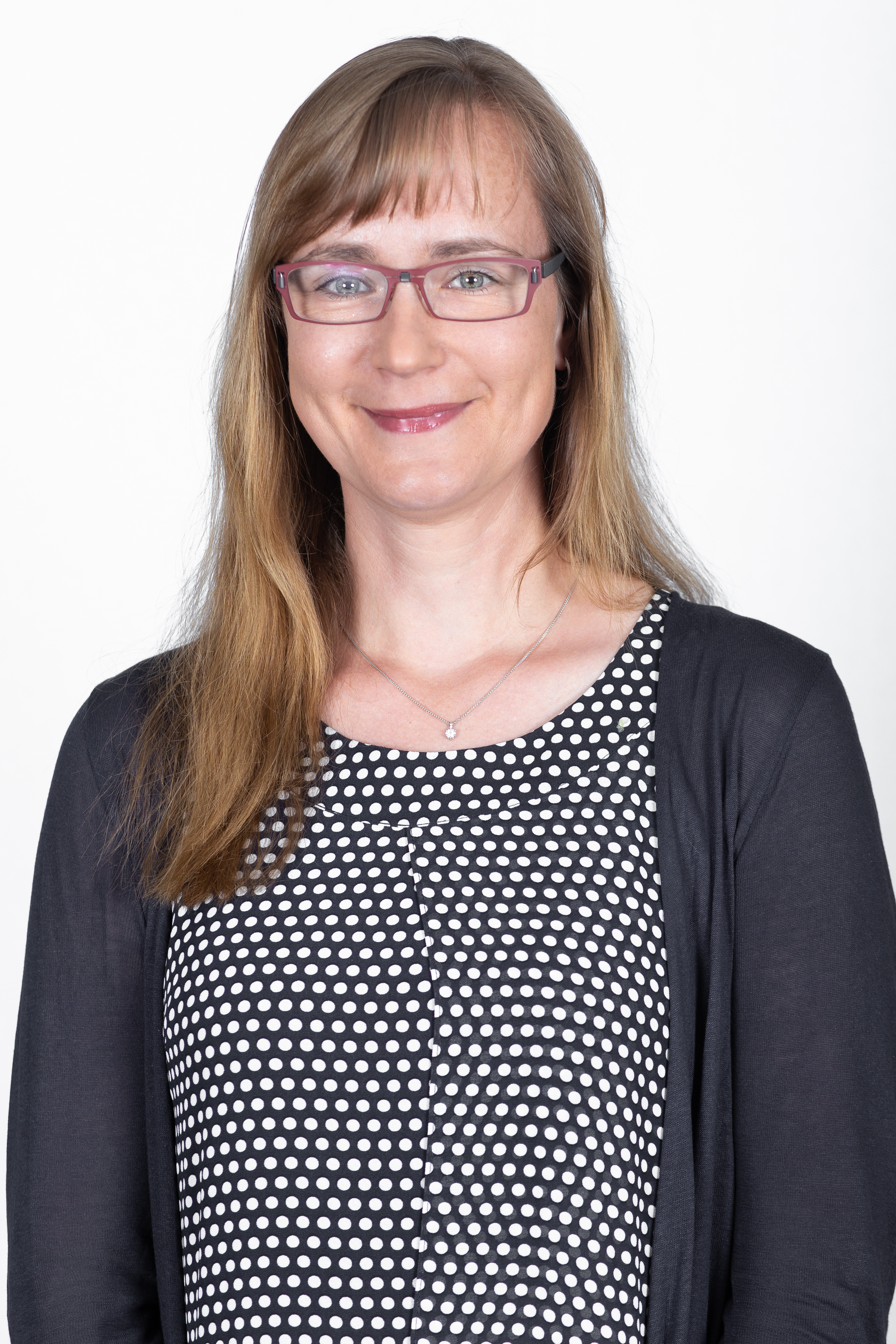
Eva von Angern  (Linke)

### Parteien
Die Landeswahlvorschläge folgender 22 Parteien wurden zugelassen (in der Reihenfolge wie auf den Stimmzetteln):
- Christlich Demokratische Union Deutschlands (CDU)
- Alternative für Deutschland (AfD)
- Die Linke (Linke)
- Sozialdemokratische Partei Deutschlands (SPD)
- Bündnis 90/Die Grünen (Grüne)
- Freie Demokratische Partei (FDP)
- Freie Wähler
- Nationaldemokratische Partei Deutschlands (NPD)
- Partei Mensch Umwelt Tierschutz (Tierschutzpartei)
- Allianz für Menschenrechte, Tier- und Naturschutz (Tierschutzallianz)
- Liberal-Konservative Reformer (LKR)
- Partei für Arbeit, Rechtsstaat, Tierschutz, Elitenförderung und basisdemokratische Initiative (Die PARTEI)
- Gartenpartei
- Freie Bürger Mitteldeutschland (FBM)
- Aktion Partei für Tierschutz (Tierschutz hier!)
- Basisdemokratische Partei Deutschland (dieBasis)
- Klimaliste Sachsen, Sachsen-Anhalt und Thüringen (Klimaliste ST)
- Ökologisch-Demokratische Partei (ÖDP)
- Partei der Humanisten (Die Humanisten)
- Partei für Gesundheitsforschung (Gesundheitsforschung)
- Piratenpartei Deutschland (Piraten)
- WiR2020

## Koalitionsaussagen vor der Wahl
Die Fortführung der bisherigen sogenannten „Kenia-Koalition“ aus CDU, SPD und Grünen wurde von allen Beteiligten grundsätzlich als mögliche Option angesehen. Auch eine sogenannte „Deutschland-Koalition“ aus CDU, SPD und FDP stand zur Debatte. Führende CDU-Politiker favorisierten dieses Bündnis vor einer Koalition mit den Grünen. Mit der AfD schlossen alle anderen Parteien eine Zusammenarbeit weiterhin aus. Zwar regten im Laufe der Legislaturperiode einzelne CDU-Abgeordnete zeitweise eine Annäherung an die AfD an, doch waren diese zuletzt kaum noch zu vernehmen. Eine Koalition mit den Linken schloss die CDU aus.

#### Verlauf

Umfragewerte von der Wahl 2016 bis zur Wahl 2021

## Umfragen

### Sonntagsfrage

#### Letzte Umfragen vor der Wahl
| Institut                | Datum      | CDU    | AfD    | Linke  | SPD    | Grüne | FDP   | FW    | Sonst. |
| ----------------------- | ---------- | ------ | ------ | ------ | ------ | ----- | ----- | ----- | ------ |
| Landtagswahl 2021       | 06.06.2021 | 37,1 % | 20,8 % | 11,0 % | 8,4 %  | 5,9 % | 6,4 % | 3,1 % | 7,3 %  |
| INSA                    | 04.06.2021 | 27 %   | 26 %   | 12 %   | 10 %   | 8 %   | 7 %   | 3 %   | 7 %    |
| Forschungsgruppe Wahlen | 03.06.2021 | 30 %   | 23 %   | 11,5 % | 10 %   | 9 %   | 6,5 % | 3 %   | 7 %    |
| Forschungsgruppe Wahlen | 28.05.2021 | 29 %   | 23 %   | 11 %   | 10 %   | 9 %   | 8 %   | 3 %   | 7 %    |
| Infratest dimap         | 27.05.2021 | 28 %   | 24 %   | 10 %   | 11 %   | 9 %   | 8 %   | 3 %   | 7 %    |
| INSA                    | 26.05.2021 | 25 %   | 26 %   | 13 %   | 10 %   | 11 %  | 8 %   | —     | 7 %    |
| Landtagswahl 2016       | 13.03.2016 | 29,8 % | 24,3 % | 16,3 % | 10,6 % | 5,2 % | 4,9 % | 2,2 % | 8,9 %  |

#### Ältere Umfragen
| \| Institut \| Zeitraum der Befragung \| Datum der Veröffentlichung \| Anzahl der Befragten \| CDU \| AfD \| Linke \| SPD \| Grüne \| FDP \| Sonstige \| Vorsprung \| \| \| \| \| \| \| ------------------- \| ---------------------- \| -------------------------- \| -------------------- \| -------- \| -------------- \| ---------- \| ------ \| ----- \| ----- \| ---------------------------------- \| ----------- \| ---- \| ---- \| --- \| --- \| - \| \| Institut \| Zeitraum der Befragung \| Datum der Veröffentlichung \| Anzahl der Befragten \| INSA[11] \| 20.-27.04.2021 \| 29.04.2021 \| 1.042 \| 26 % \| 24 % \| 13 % \| Vorsprung \| 10 % \| 12 % \| 6 % \| 9 % \| 2 \| \| Infratest dimap[11] \| 16.-21.04.2021 \| 23.04.2021 \| 1.202 \| 27 % \| 20 % \| 12 % \| 12 % \| 11 % \| 8 % \| 10 % \| 7 \| \| \| \| \| \| \| INSA[11] \| 19.-25.01.2021 \| 27.01.2021 \| 1.084 \| 30 % \| 23 % \| 16 % \| 10 % \| 9 % \| 5 % \| 7 % \| 7 \| \| \| \| \| \| \| INSA[11] \| 23.-30.11.2020 \| 02.12.2020 \| 1.084 \| 29 % \| 23 % \| 17 % \| 10 % \| 10 % \| 4 % \| 7 % \| 6 \| \| \| \| \| \| \| GMS[11] \| 15.-29.07.2020 \| 29.07.2020 \| 1.003 \| 33 % \| 19 % \| 16 % \| 12 % \| 10 % \| 4 % \| NPD/Rechte 1 % FW 1 % Sonstige 4 % \| 14 \| \| \| \| \| \| \| Infratest dimap[11] \| 28.05.-03.06.2020 \| 05.06.2020 \| 1.003 \| 34 % \| 19 % \| 16 % \| 13 % \| 8 % \| 4 % \| 6 % \| 15 \| \| \| \| \| \| \| INSA[11] \| 02.03.-16.03.2020 \| 20.03.2020 \| 1.005 \| 25 % \| 25 % \| 18 % \| 11 % \| 11 % \| 4 % \| 6 % \| Gleichstand \| \| \| \| \| \| \| Infratest dimap[11] \| 21.-25.08.2018 \| 28.08.2018 \| 1.000 \| 28 % \| 21 % \| 19 % \| 14 % \| 6 % \| 8 % \| 4 % \| 7 \| \| \| \| \| \| \| CONOSCOPE[11] \| 30.01.-08.03.2018 \| 22.05.2018 \| 1.100 \| 35 % \| 15 % \| 20 % \| 16 % \| 5 % \| 6 % \| 3 % \| 15 \| \| \| \| \| \| \| Infratest dimap[11] \| 12.-17.06.2017 \| 22.06.2017 \| 1.000 \| 40 % \| 13 % \| 20 % \| 13 % \| 6 % \| 5 % \| 3 % \| 20 \| \| \| \| \| \| \| Infratest dimap[11] \| 15.-19.11.2016 \| 22.11.2016 \| 1.000 \| 33 % \| 22 % \| 18 % \| 15 % \| 5 % \| - \| 7 % \| 11 \| \| \| \| \| \| \| Landtagswahl 2016 \| - \| 13.03.2016 \| 1.147.498 (61,1 %) \| 29,8 % \| 24,3 % \| 16,3 % \| 10,6 % \| 5,2 % \| 4,9 % \| FW 2,2 % NPD 1,9 % Sonstige 4,9 % \| 5,5 \| \| \| \| \| \| |                        |                            |                      |        |                |            |        |       |       |                                    |             |      |      |     |     |   |
| Institut | Zeitraum der Befragung | Datum der Veröffentlichung | Anzahl der Befragten | CDU    | AfD            | Linke      | SPD    | Grüne | FDP   | Sonstige                           | Vorsprung   |      |      |     |     |   |
| Institut | Zeitraum der Befragung | Datum der Veröffentlichung | Anzahl der Befragten | INSA   | 20.-27.04.2021 | 29.04.2021 | 1.042  | 26 %  | 24 %  | 13 %                               | Vorsprung   | 10 % | 12 % | 6 % | 9 % | 2 |
| Infratest dimap | 16.-21.04.2021         | 23.04.2021                 | 1.202                | 27 %   | 20 %           | 12 %       | 12 %   | 11 %  | 8 %   | 10 %                               | 7           |      |      |     |     |   |
| INSA | 19.-25.01.2021         | 27.01.2021                 | 1.084                | 30 %   | 23 %           | 16 %       | 10 %   | 9 %   | 5 %   | 7 %                                | 7           |      |      |     |     |   |
| INSA | 23.-30.11.2020         | 02.12.2020                 | 1.084                | 29 %   | 23 %           | 17 %       | 10 %   | 10 %  | 4 %   | 7 %                                | 6           |      |      |     |     |   |
| GMS | 15.-29.07.2020         | 29.07.2020                 | 1.003                | 33 %   | 19 %           | 16 %       | 12 %   | 10 %  | 4 %   | NPD/Rechte 1 % FW 1 % Sonstige 4 % | 14          |      |      |     |     |   |
| Infratest dimap | 28.05.-03.06.2020      | 05.06.2020                 | 1.003                | 34 %   | 19 %           | 16 %       | 13 %   | 8 %   | 4 %   | 6 %                                | 15          |      |      |     |     |   |
| INSA | 02.03.-16.03.2020      | 20.03.2020                 | 1.005                | 25 %   | 25 %           | 18 %       | 11 %   | 11 %  | 4 %   | 6 %                                | Gleichstand |      |      |     |     |   |
| Infratest dimap | 21.-25.08.2018         | 28.08.2018                 | 1.000                | 28 %   | 21 %           | 19 %       | 14 %   | 6 %   | 8 %   | 4 %                                | 7           |      |      |     |     |   |
| CONOSCOPE | 30.01.-08.03.2018      | 22.05.2018                 | 1.100                | 35 %   | 15 %           | 20 %       | 16 %   | 5 %   | 6 %   | 3 %                                | 15          |      |      |     |     |   |
| Infratest dimap | 12.-17.06.2017         | 22.06.2017                 | 1.000                | 40 %   | 13 %           | 20 %       | 13 %   | 6 %   | 5 %   | 3 %                                | 20          |      |      |     |     |   |
| Infratest dimap | 15.-19.11.2016         | 22.11.2016                 | 1.000                | 33 %   | 22 %           | 18 %       | 15 %   | 5 %   | -     | 7 %                                | 11          |      |      |     |     |   |
| Landtagswahl 2016 | -                      | 13.03.2016                 | 1.147.498 (61,1 %)   | 29,8 % | 24,3 %         | 16,3 %     | 10,6 % | 5,2 % | 4,9 % | FW 2,2 % NPD 1,9 % Sonstige 4,9 %  | 5,5         |      |      |     |     |   |

### Weitere Umfragen

#### Direktwahl Ministerpräsident
| Institut                | Datum      | Reiner Haseloff (CDU) | Oliver Kirchner (AfD) | keiner der Abgefragten |
| ----------------------- | ---------- | --------------------- | --------------------- | ---------------------- |
| Forschungsgruppe Wahlen | 03.06.2021 | 68 %                  | 9 %                   | 23 %                   |
| Forschungsgruppe Wahlen | 28.05.2021 | 68 %                  | 7 %                   | 25 %                   |
| Infratest dimap         | 28.08.2018 | 56 %                  | 10 %                  | 16 %                   |

#### Bewertung möglicher Koalitionen
Die Werte der Umfragen geben die Meinung der Befragten wieder, welche der abgefragten Koalitionen sie als gut bzw. als schlecht bewerten. Die fehlenden Werte zu 100 % machten keine Angabe.
| Institut | Datum | Bewertung | CDU SPD FDP             | CDU SPD FDP | CDU SPD FDP | CDU SPD Grüne | CDU SPD Grüne | CDU SPD Grüne | CDU FDP Grüne | CDU FDP Grüne | CDU FDP Grüne | CDU AfD | CDU AfD |      |      |      |
| -------- | ----- | --------- | ----------------------- | ----------- | ----------- | ------------- | ------------- | ------------- | ------------- | ------------- | ------------- | ------- | ------- | ---- | ---- | ---- |
| Institut | Datum | Bewertung | Forschungsgruppe Wahlen | 28.05.2021  | gut         | 37 %          | 37 %          | 37 %          | 32 %          | 32 %          | 32 %          | 19 %    | 19 %    | 19 % | 14 % | 14 % |
| schlecht | 33 %  | 33 %      | 33 %                    | 28.05.2021  | 48 %        | 48 %          | 48 %          | 60 %          | 60 %          | 60 %          | 76 %          | 76 %    |         |      |      |      |

#### Regierungsbeteiligung
Die Werte der Umfragen geben die Meinung der Befragten wieder, welche Partei Teil einer neuen Landesregierung sein sollte. Die fehlenden Werte zu 100 % machten keine Angabe.
| Institut | Datum      | Regierungsbeteiligung          | CDU    | AfD    | Linke  | SPD    | Grüne  | FDP    |
| -------- | ---------- | ------------------------------ | ------ | ------ | ------ | ------ | ------ | ------ |
| INSA     | 19.05.2021 | Partei des Ministerpräsidenten | 26,6 % | 10,9 % | 5,3 %  | 8,2 %  | 5,9 %  | —      |
| INSA     | 19.05.2021 | Regierungspartei               | 21,0 % | 12,0 % | 22,2 % | 32,1 % | 24,3 % | 22,0 % |

## Ergebnisse

Direktmandate

Meiste Zweitstimmen in den Wahlkreisen

Die CDU gewann 40 der 41 Direktmandate. Die AfD konnte nur eines ihrer 2016 gewonnenen 15 Direktmandate halten, jenes in Zeitz. Auch die Linke verlor ihr 2016 erworbenes einziges Direktmandat in Köthen. Ministerpräsident Reiner Haseloff gelang es als einzigem Kandidaten das Direktmandat mit der absoluten Mehrheit zu erreichen, 53,9 % im Landtagswahlkreis Wittenberg.

### Übersicht
|                   | Christlich Demokratische Union Deutschlands       | CDU                  | 362.334   | 34,1      | 4,6       | 394.810   | 37,1      | 7,4       | 40        | —         | 40        | 10        |           |           |
|                   | Alternative für Deutschland                       | AfD                  | 231.871   | 21,8      | 1,3       | 221.487   | 20,8      | 3,4       | 1         | 22        | 23        | 2         |           |           |
|                   | Die Linke                                         | Linke                | 135.421   | 12,8      | 5,9       | 116.927   | 11,0      | 5,3       | —         | 12        | 12        | 4         |           |           |
|                   | Sozialdemokratische Partei Deutschlands           | SPD                  | 116.504   | 11,0      | 3,3       | 89.475    | 8,4       | 2,2       | —         | 9         | 9         | 2         |           |           |
|                   | Freie Demokratische Partei                        | FDP                  | 70.714    | 6,7       | 1,2       | 68.277    | 6,4       | 1,6       | —         | 7         | 7         | 7         |           |           |
|                   | Bündnis 90/Die Grünen                             | Grüne                | 60.495    | 5,7       | 0,4       | 63.145    | 5,9       | 0,8       | —         | 6         | 6         | 1         |           |           |
|                   | Freie Wähler                                      | FW                   | 57.527    | 5,4       | 3,3       | 33.291    | 3,1       | 1,0       | —         | —         | —         | —         |           |           |
|                   | Basisdemokratische Partei Deutschland             | dieBasis             | 7.564     | 0,7       | neu       | 15.623    | 1,5       | neu       | —         | —         | —         | —         |           |           |
|                   | Partei Mensch Umwelt Tierschutz                   | Tierschutzpartei     | 1.056     | 0,1       | 0,1       | 15.279    | 1,4       | 0,0       | —         | —         | —         | —         |           |           |
|                   | Gartenpartei                                      | Gartenpartei         | 3.216     | 0,3       | 0,1       | 8.583     | 0,8       | 0,4       | —         | —         | —         | —         |           |           |
|                   | Die PARTEI                                        | PARTEI               | 3.909     | 0,4       | 0,3       | 7.768     | 0,7       | 0,2       | —         | —         | —         | —         |           |           |
|                   | Aktion Partei für Tierschutz                      | Tierschutz hier!     | —         | —         | —         | 6.238     | 0,6       | neu       | —         | —         | —         | —         |           |           |
|                   | Allianz für Menschenrechte, Tier- und Naturschutz | Tierschutzallianz    | 4.518     | 0,4       | 0,2       | 5.109     | 0,5       | 0,6       | —         | —         | —         | —         |           |           |
|                   | Partei für Gesundheitsforschung                   | Gesundheitsforschung | —         | —         | —         | 3.951     | 0,4       | neu       | —         | —         | —         | —         |           |           |
|                   | Piratenpartei Deutschland                         | Piraten              | —         | —         | —         | 3.815     | 0,4       | neu       | —         | —         | —         | —         |           |           |
|                   | Nationaldemokratische Partei Deutschlands         | NPD                  | 160       | 0,0       | 0,0       | 2.888     | 0,3       | 1,6       | —         | —         | —         | —         |           |           |
|                   | WiR2020                                           | WiR2020              | —         | —         | —         | 1.649     | 0,2       | neu       | —         | —         | —         | —         |           |           |
|                   | Freie Bürger Mitteldeutschland                    | FBM                  | 2.932     | 0,3       | 0,2       | 1.613     | 0,2       | 0,2       | —         | —         | —         | —         |           |           |
|                   | Partei der Humanisten                             | Die Humanisten       | —         | —         | —         | 1.405     | 0,1       | neu       | —         | —         | —         | —         |           |           |
|                   | Ökologisch-Demokratische Partei                   | ÖDP                  | 145       | 0,0       | neu       | 1.062     | 0,1       | neu       | —         | —         | —         | —         |           |           |
|                   | Klimaliste Sachsen-Anhalt                         | Klimaliste ST        | —         | —         | —         | 827       | 0,1       | neu       | —         | —         | —         | —         |           |           |
|                   | Liberal-Konservative Reformer                     | LKR                  | —         | —         | —         | 475       | 0,0       | 0,8       | —         | —         | —         | —         |           |           |
|                   | Einzelbewerber                                    | Einzelbewerber       | 3.153     | 0,3       | 0,1       | —         | —         | —         | —         | —         | —         | —         |           |           |
| Gesamt            | Gesamt                                            | Gesamt               | 1.061.519 | 100,0     |           | 1.063.697 | 100,0     |           | 41        | 56        | 97        | +10       |           |           |
| Gültige Stimmen   | Gültige Stimmen                                   | Gültige Stimmen      | 1.061.519 | 98,4      | 1,4       | 1.063.697 | 98,6      | 0,7       | —         | —         | —         | —         |           |           |
| Ungültige Stimmen | Ungültige Stimmen                                 | Ungültige Stimmen    | 17.526    | 1,6       | 1,5       | 15.348    | 1,4       | 0,7       | —         | —         | —         | —         |           |           |
| Wahlbeteiligung   | Wahlbeteiligung                                   | Wahlbeteiligung      | 1.079.045 | 60,3      | 0,8       | 1.079.045 | 60,3      | 0,8       | —         | —         | —         | —         |           |           |
| Wahlberechtigte   | Wahlberechtigte                                   | Wahlberechtigte      | 1.788.930 | 1.788.930 | 1.788.930 | 1.788.930 | 1.788.930 | 1.788.930 | 1.788.930 | 1.788.930 | 1.788.930 | 1.788.930 | 1.788.930 | 1.788.930 |

Für die gewählten Abgeordneten siehe die Liste der Mitglieder des Landtages von Sachsen-Anhalt (8. Wahlperiode).

### Ergebnisse in den kreisfreien Städten und Landkreisen

#### Erststimme
| Gebiet                 | Wahl- berechtigte | Wahl- beteiligung | CDU    | AfD    | Linke  | SPD    | FDP   | Grüne   | FW      | Sonstige |
| ---------------------- | ----------------- | ----------------- | ------ | ------ | ------ | ------ | ----- | ------- | ------- | -------- |
| Dessau-Roßlau          | 65.076            | 58,3 %            | 36,4 % | 19,5 % | 13,6 % | 11,3 % | 9,1 % | 7,7 %   | 2,4 %   | —        |
| Halle (Saale)          | 181.768           | 62,0 %            | 29,2 % | 15,8 % | 15,3 % | 12,3 % | 8,2 % | 12,7 %0 | 4,0 %   | 2,8 %    |
| Magdeburg              | 183.678           | 64,3 %            | 30,8 % | 15,9 % | 13,4 % | 11,5 % | 6,9 % | 11,5 %0 | 2,4 %   | 7,6 %    |
| Altmarkkreis Salzwedel | 68.171            | 61,5 %            | 36,6 % | 18,6 % | 13,4 % | 12,0 % | 5,0 % | 4,3 %   | 7,6 %   | 2,5 %    |
| Anhalt-Bitterfeld      | 123.031           | 58,8 %            | 36,3 % | 25,3 % | 14,2 % | 07,2 % | 5,7 % | 3,6 %   | 7,6 %   | 0,1 %    |
| Börde                  | 129.480           | 61,3 %            | 37,0 % | 22,7 % | 10,8 % | 10,9 % | 6,9 % | 3,8 %   | 5,4 %   | 2,4 %    |
| Burgenlandkreis        | 145.095           | 56,3 %            | 32,7 % | 25,5 % | 10,4 % | 12,6 % | 6,4 % | 2,9 %   | 5,0 %   | 4,5 %    |
| Harz                   | 179.055           | 58,7 %            | 32,0 % | 20,2 % | 13,8 % | 15,2 % | 7,0 % | 4,7 %   | 5,9 %   | 1,1 %    |
| Jerichower Land        | 74.771            | 62,1 %            | 36,4 % | 21,9 % | 11,1 % | 12,8 % | 6,4 % | 4,5 %   | 2,6 %   | 4,2 %    |
| Mansfeld-Südharz       | 113.183           | 58,7 %            | 33,3 % | 27,9 % | 14,8 % | 08,7 % | 7,6 % | 2,8 %   | 0,7 %   | 4,2 %    |
| Saalekreis             | 152.344           | 63,1 %            | 36,6 % | 26,2 % | 11,8 % | 09,3 % | 6,9 % | 4,4 %   | 3,8 %   | 1,1 %    |
| Salzlandkreis          | 157.091           | 55,0 %            | 34,1 % | 24,5 % | 13,1 % | 10,1 % | 8,9 % | 3,3 %   | 5,5 %   | 0,5 %    |
| Stendal                | 91.642            | 60,1 %            | 28,7 % | 23,1 % | 10,9 % | 08,9 % | 5,6 % | 3,7 %   | 17,7 %0 | 1,4 %    |
| Wittenberg             | 104.469           | 62,4 %            | 44,9 % | 20,9 % | 09,1 % | 07,1 % | 5,3 % | 4,1 %   | 4,7 %   | 3,9 %    |

#### Zweitstimme

Relative Mehrheiten nach Zweitstimmen in den Gemeinden
CDU 20–30 %
CDU 30–40 %
CDU 40–50 %
AfD 20–30 %
AfD 30–40 %

Die CDU gewann eine Mehrheit der Zweitstimmen in allen Landkreisen und kreisfreien Städten.
| Gebiet                 | Wahl- berechtigte | Wahl- beteiligung | CDU    | AfD    | Linke  | SPD     | FDP   | Grüne   | FW      | Sonstige |
| ---------------------- | ----------------- | ----------------- | ------ | ------ | ------ | ------- | ----- | ------- | ------- | -------- |
| Dessau-Roßlau          | 65.076            | 58,3 %            | 40,1 % | 18,4 % | 10,8 % | 8,0 %   | 7,0 % | 7,6 %   | 1,9 %   | 6,5 %    |
| Halle (Saale)          | 181.768           | 62,0 %            | 32,1 % | 15,0 % | 13,1 % | 8,8 %   | 7,2 % | 13,9 %0 | 2,1 %   | 7,5 %    |
| Magdeburg              | 183.678           | 64,3 %            | 32,9 % | 15,1 % | 12,6 % | 9,6 %   | 6,8 % | 10,8 %0 | 1,9 %   | 10,3 %0  |
| Altmarkkreis Salzwedel | 68.171            | 61,5 %            | 37,6 % | 18,5 % | 12,0 % | 9,5 %   | 5,9 % | 5,0 %   | 4,4 %   | 7,3 %    |
| Anhalt-Bitterfeld      | 132.031           | 58,8 %            | 38,8 % | 24,1 % | 11,3 % | 6,8 %   | 5,7 % | 3,7 %   | 3,3 %   | 6,3 %    |
| Börde                  | 140.581           | 63,0 %            | 37,4 % | 22,3 % | 10,2 % | 8,8 %   | 6,7 % | 4,1 %   | 3,3 %   | 7,3 %    |
| Burgenlandkreis        | 145.095           | 56,3 %            | 38,6 % | 24,9 % | 09,8 % | 7,7 %   | 6,2 % | 3,6 %   | 2,4 %   | 5,7 %    |
| Harz                   | 179.055           | 58,7 %            | 38,3 % | 19,3 % | 10,9 % | 10,3 %0 | 6,3 % | 5,2 %   | 3,1 %   | 6,6 %    |
| Jerichower Land        | 74.771            | 62,1 %            | 39,6 % | 21,0 % | 10,4 % | 9,3 %   | 5,8 % | 4,3 %   | 2,7 %   | 6,6 %    |
| Mansfeld-Südharz       | 113.183           | 58,7 %            | 37,5 % | 25,8 % | 11,1 % | 7,9 %   | 6,0 % | 2,7 %   | 1,5 %   | 7,3 %    |
| Saalekreis             | 152.344           | 63,1 %            | 38,1 % | 23,8 % | 09,6 % | 7,3 %   | 7,2 % | 4,1 %   | 2,5 %   | 6,9 %    |
| Salzlandkreis          | 157.091           | 55,0 %            | 38,1 % | 23,7 % | 11,1 % | 7,9 %   | 6,9 % | 3,4 %   | 2,7 %   | 6,2 %    |
| Stendal                | 91.642            | 60,1 %            | 34,2 % | 22,4 % | 10,1 % | 7,8 %   | 5,2 % | 4,4 %   | 10,4 %0 | 5,5 %    |
| Wittenberg             | 104.469           | 62,4 %            | 42,8 % | 20,9 % | 09,1 % | 7,1 %   | 5,3 % | 4,1 %   | 4,7 %   | 6,0 %    |

### Zweitstimmenanteil der Parteien nach Wahlkreisen
Die folgenden Karten zeigen, mit welchem Ergebnis die Parteien mit mindestens drei Prozent Stimmenanteil in den einzelnen Wahlkreisen abgeschnitten haben.

Christlich Demokratische Union Höchstes: 44,0 % (Jessen) Niedrigstes: 26,8 % (Halle III)
Alternative für Deutschland Höchstes: 27,9 % (Staßfurt) Niedrigstes: 9,1 % (Halle III)
Die Linke Höchstes: 14,3 % (Halle III) Niedrigstes: 8,9 % (Jessen)
Sozialdemokratische Partei Deutschlands Höchstes: 12,5 % (Wernigerode) Niedrigstes: 6,1 % (Köthen)
Freie Demokratische Partei Höchstes: 7,7 % (Saalekreis) Niedrigstes: 4,8 % (Genthin)
Bündnis 90/Die Grünen Höchstes: 23,6 % (Halle III) Niedrigstes: 2,5 % (Eisleben)
Freie Wähler Höchstes: 14,7 % (Havelberg-Osterburg) Niedrigstes: 1,2 % (Eisleben)

## Folgen
| Mögliche Koalition               | Sitze |
| -------------------------------- | ----- |
| Sitze gesamt                     | 97    |
| Absolute Mehrheit (ab 49 Sitzen) |       |
| CDU, SPD, FDP                    | 56    |
| CDU, SPD, Grüne                  | 55    |
| CDU, FDP, Grüne                  | 53    |
| CDU, SPD                         | 49    |

Die CDU kündigte am Tag nach der Wahl an, mit SPD, FDP und Grünen Sondierungsgespräche für eine mögliche Koalition zu führen. Mehrere CDU-Politiker hatten sich noch am Wahlabend für eine Einbeziehung der FDP in die Koalition ausgesprochen. Die Grünen lehnten eine Neuauflage der Kenia-Koalition ab. Nach anfänglicher Ablehnung erklärte auch die FDP, für Sondierungen für eine sogenannte Deutschland-Koalition mit CDU und SPD offen zu sein, obwohl SPD und CDU alleine über eine Mehrheit verfügten.
Nach einmonatigen Verhandlungen verkündeten die Spitzen von CDU, SPD und FDP am 9. August 2021, sich auf den Entwurf eines Koalitionsvertrags für eine „Deutschland-Koalition“ geeinigt zu haben. Dem Koalitionsvertrag wurde von der SPD Sachsen-Anhalt in einer Mitgliederbefragung bis Anfang September 2021 zugestimmt. Am 10. September gab die CDU das Ergebnis ihres ersten Mitgliederentscheides bekannt, wonach 92,1 Prozent eine Deutschland-Koalition eingehen wollten. Es folgte am gleichen Tag die FDP auf ihrem Parteitag mit fast einstimmiger Zustimmung.
Am 16. September 2021 bildete sich das Kabinett Haseloff III, das erstmals seit 1974 in der Bundesrepublik Deutschland auf Landesebene eine so genannte übergroße Koalition ist, in der ein für die Mehrheitsbildung rechnerisch nicht notwendiger Koalitionspartner in die Regierung aufgenommen wurde. Die Dreierkoalition verfügte über 56 der 97 Sitze. Im ersten Wahlgang verfehlte Haseloff die erforderliche Mehrheit von 49 Stimmen dennoch: 48 Abgeordnete stimmten für ihn. Im zweiten Wahlgang wurde er mit 53:43 Stimmen bei einer Enthaltung zum Ministerpräsidenten gewählt.